# Elisa (1970)
Elisa é uma telenovela filipina produzida e exibida pela ABS-CBN, cuja transmissão ocorreu em 1970.